# Юбилейные концерты Софии Ротару
Юбилейные концерты Софии Ротару — двухдневная концертная программа выпущенная и продюсированная Софией Ротару к её 60-летнему юбилею, состоявшаяся 27 и 28 октября 2007 года в Государственном Кремлёвском дворце в Москве в которой участвовали известные звезды, исполнившие легендарные хиты Софии Ротару. Телеверсия вышла в эфир Первого канала 2 ноября 2007 года, а также была повторно показана в новогоднюю ночь, 24 февраля, 5 июля и 13 декабря 2008 года, а также 21 августа 2011 года. В украинском эфире, видео версия была показана каналом Интер. Премьера видео версии стала абсолютным лидером среди просмотренных россиянами музыкальных программ в первой недели ноября 2007 года, более трети телевизионной аудитории России посмотрело телевизионную версию концерта 2 ноября 2007 года. Повторный показ 24 февраля оказался на втором месте среди просмотренных музыкальных программ в России. Юбилейные концерты Софии Ротару называются прессой одним из главных музыкальных событий 2007 года.

## Описание
Видеоверсия концертной программы состоит из трёх частей: дуэтов, сольных номеров Софии Ротару и выступлений артистов. Съёмки велись в течение двух дней, из которых в первый день исполняла песни София Ротару соло и в дуэтах, а во второй день российские и украинские певицы и певцы исполняли её песни. Ведущим вечера был Максим Галкин. Также на концертах присутствовали композиторы, авторы многих песен артистки — Владимир Матецкий, Константин Меладзе, Руслан Квинта, Олег Макаревич, балет «Тодес», члены семьи Софии Ротару, поклонники из разных стран. Билеты на концерты были проданы за три недели до первого концертного дня.

## Молодые исполнители
София Ротару открыла выступление известной песней Евгения Мартынова «Лебединая верность», которую называют автобиографической в отношении семейного союза Софии Ротару и её мужа Анатолия Евдокименко. Прозвучали также современные хиты — «Белый танец», «Я ж его любила», «Осенние цветы», «Белая зима», «Одна калина».
Среди молодых исполнителей дует Потапа и Насти Каменских исполнил оригинальную версию «Хуторянки», Виктория Дайнеко вышла на сцену с ремиксованной версией хита 80-х «Луной», Дмитрий Колдун — с песней «Ты улетишь». Легендарная песня «Червона рута» была исполнена Софией Ротару дуэтом с украинской группой «Танок на майдане Конго».
Лев Лещенко спел «Отчий дом», Надежда Бабкина «Свитерок», Лариса Долина «Мой белый город», Анжелика Варум — «А музыка звучит», Кристина Орбакайте «Только тебе», Маша Распутина «Мотылёк», группа «А-студио» — «Караван любви», Филипп Киркоров «Верни мне музыку», Таисия Повалий — шлягер «Черемшина», группа «Премьер-министр»: представили одну из первых песен Софии Ротару «Водограй» на украинском языке.
Неожиданными, принимая во внимание разницу стиля исполнения, стали выступления с песнями Софии Ротару Машей Распутиной (Ночной мотылёк), а также Насти Каменских и Потапа (Хуторянка).

## Дуэты
Знаменитый хит конца 80-х «Лаванда» был исполнен дуэтом Софии Ротару с Николаем Басковым. Много лет назад певица исполнила «Лаванду» на одном из «Голубых огоньков» вместе с эстонским певцом Яаком Йолой. Молдавский хит «Меланколие» София Ротару исполнила с сестрой Аурикой Ротару. Алла Пугачёва исполнила песню «Ты там, а я там», Иосиф Кобзон исполнил песню «Родина моя» с известным детским ансамблем «Непоседы». Валерий Меладзе вместе с группой «ВИА Гра» и Софией Ротару исполнили песню «Любовь не купишь». Закрывает концертную программу песня на украинском языке «Одна калина» исполненная с участием всех артистов одновременно.

## Костюмы
София Ротару сменила четыре новых концертных костюма — от известного украинского дизайнера Лилии Пустовит, с которой певица сотрудничает многие годы. Каждый из костюмов был моделирован Лилией Пустовит соответственно исполняемым песням.
Полная телеверсия двух концертных дней была показана несколько раз на Первом канале Российского телевидения, 2 ноября 2007 года, а также 24 февраля, 5 июля, 13 декабря 2008 года и 21 августа 2011 года.

## Авторы песен
- Е. Мартынов
- А. Дементьев
- О. Макаревич
- О. Ткач
- В. Евзеров
- Н. Денисов
- В. Матецкий
- М. Шабров
- А. Шаганов
- В. Ивасюк
- О. Фельцман
- Р. Рождественский
- Р. Квинта
- В. Куровский
- К. Меладзе
- Е. Дога
- В. Лазарев
- А. Мажуков
- Н. Зиновьев
- В. Михайлюк
- М. Юрийчук
- П. Теодорович
- Г. Виеру
- А. Гварцман
- В. Волкомор
- С. Андрийович
- Л. Воронцова
- А. Бабаджанян
- Е. Евтушенко
- Д. Тухманов
- Любаша
- А. Вознесенский
- Д. Гольдэ

| N° | Песня | Авторы | Исполнение                               | Комментарии |  |
| -- | --- | ------ | ---------------------------------------- | --- |  |
| 1  | Лебединая верность С альбома: София Ротару 1975 3-й трек, София Ротару 1977 11-й трек, Романтика (альбом Софии Ротару) 14-й трек второго диска, Червона Рута 1996 — 10-й трек |        | София Ротару                             | впервые спета в 1975-м году. Лауреат фестиваля «Песня-75». Входила в концертные программы до 1984 года, а также в середине 90-х |  |
| 2  | Я назову планету именем твоим невыпущенный сингл |        | София Ротару                             | впервые спет в 2007-м году на Фестивале «Пять звёзд» в Сочи |  |
| 3  | Цветёт малина |        | София Ротару в дуете с Николаем Басковым | |  |
| 4  | Лаванда |        | София Ротару в дуете с Николаем Басковым | впервые исполнена в дуете с Яаком Йоала в 1986 году в передаче «Голубой огонёк». Лауреат фестиваля "Песня-86". С 1986 года входила во все концертные программы. |  |
| 5  | Отчий дом |        | Лев Лещенко                              | Впервые исполнена в первомайском Голубом огоньке 1977 года. В 1978 году прозвучала в заключительном концерте фестиваля «Песня-78» в исполнении Софии Ротару и Карела Готта. В концертах почти не исполнялась, но часто звучала по радио и телевидению.                                                  |  |
| 6  | Свитерок |        | Надежда Бабкина                          | Лауреат фестиваля "Песня-97" |  |
| 7  | Водограй |        | «Премьер-министр»                        | Премьера в 1971 году. Исполнялась в 1974 году в Сопоте. Входила почти во все концертные программы. |  |
| 8  | Только тебе |        | Кристина Орбакайте                       | Премьера песни на Голубом огоньке 7 ноября 1977 года. Лауреат фестиваля «Песня-78». Входила в концертную программу "Только тебе" (1978 год), а также была записана на одноименной пластинке. Исполнялась во время дистанционной радиовстречи с космонавтами В. Рюминым и В. Ляховым в апреле 1979 года. |  |
| 9  | Небо — это я |        | София Ротару                             | |  |
| 10 | Я ж его любила |        | София Ротару                             | Впервые спета в мюзикле «Сорочинская ярмарка» в 2004 году |  |
| 11 | Белый танец |        | София Ротару                             | |  |
| 12 | Белая зима |        | София Ротару                             | |  |
| 13 | Я — твоя любовь |        | София Ротару                             | |  |
| 14 | Песня о моем городе |        | Лариса Долина                            | Впервые в 1972 году в телефильме «Кишинев, Кишинев». Звучала в фильме «Днестровские созвучия». Лауреат фестиваля «Песня-73», За исполнение этой песни София Ротару получила первую премию на фестивале «Золотой Орфей» в 1973 году.                                                                     |  |
| 15 | А музыка звучит |        | Анжелика Варум                           | Впервые на Голубом огоньке посвященном Дню космонавтики в 1983 году. Лауреат фестиваля «Песня-83». Исполнялась в концертах до конца 80-х. |  |
| 16 | Поздравление |        | Максим Галкин                            | пародирование знаменитых артистов на мотив «Лаванды» |  |
| 17 | Черемшина |        | Таисия Повалий                           | |  |
| 18 | Луна, луна |        | Виктория Дайнеко                         | Лауреат фестиваля "Песня-86" С 1986 года входила во все концертные программы. |  |
| 19 | Меланколие |        | София Ротару и Аурика Ротару             | Лауреат фестиваля "Песня-82". Входила во все концертные программы. |  |
| 20 | Червона рута |        | София Ротару и Танок на майдане Конго    | Премьера в 1971 году. Входила в подавляющее большинство концертных программ. |  |
| 21 | Осенние цветы |        | София Ротару                             | |  |
| 22 | Сердце ты мое |        | София Ротару                             | |  |
| 23 | Любовь не купишь |        | София Ротару, Валерий Меладзе, Виа гра   | впервые спета в мюзикле «Сорочинская ярмарка» в 2004 году |  |
| 24 | Караван любви |        | А-Студио                                 | Премьера песни в 1990 году в программе "50 на 50". Лауреат фестиваля "Песня-91". Входила в юбилейную программу "Цветы Софии Ротару" (1991) |  |
| 25 | Ты улетишь |        | Дмитрий Колдун.                          | |  |
| 26 | Ночной мотылёк |        | Маша Распутина                           | |  |
| 27 | Хуторянка |        | Потап и Настя Каменских                  | |  |
| 28 | Верни мне музыку |        | Филипп Киркоров                          | Премьера в 1975 году. Лауреат фестиваля «Песня-76». До середины 80-х включалась во все концертные программы, часто звучала по радио. Из активного репертуара ушла в 1986 году. |  |
| 29 | Красная стрела |        | София Ротару                             | Премьера в 1980 году в фильме «Где ты, любовь?». Лауреат фестиваля «Песня-81». Включалась в концертные программы 1981, 1983, 1985 годов, а также в середине 90-х |  |
| 30 | Один на свете |        | София Ротару                             | |  |
| 31 | Ты там, я там |        | Алла Пугачёва                            | |  |
| 32 | Родина моя |        | Иосиф Кобзон                             | Впервые прозвучала на первомайском Голубом огоньке 1977 года. Звучала на фестивале Сопот-77. Лауреат фестиваля «Песня-77». До появления песни "Родной край" закрывала концертные программы. |  |
| 33 | Одна калина |        | София Ротару                             | |  |

## Технические данные
Ко-продюсеры и владельцы смежных авторских прав
- ОО «РАО»"
- ООО «Продюсерский центр Игоря Матвиенко»
- ООО «Первое музыкальное издательство»
- ГП «УААСП»
- ООО «Национальное музыкальное издательство»

Видеоверсия: ЗАО «Реал Рекордс»
Заказчик: ОАО «Первый канал», 2007 год